# Gabriel Rangoni
Gabriel Rangoni (1410? – 1486), též Rangone, italsky Gabriele Rangoni, ve františkánském řádu častěji uváděný pod přízviskem Gabriel z Verony byl kardinál, diplomat a františkán italského původu působící hojně ve střední Evropě.

## Narození, mládí
Většina Rangoniho biografií uvádí jeho datum narození jako nejisté, podle dalších spatřil světlo světa v roce 1410. Nepocházel přímo z Verony, jak by naznačovalo jeho přízvisko, ale narodil se v městě Chiari v diecézi a dnešní provincii Brescia. Podle většiny badatelů i starších pramenů byl nemanželským (nelegitimním) synem šlechtice Guidona Rangoniho z Modeny (†1467) a venkovanky z okolí Verony. Vyrůstal se svou matkou za finanční podpory otce. Předpokládá se jeho studium na blíže neznámé italské univerzitě, kde se rovněž blíže seznámil s tehdy velmi populárním humanismem.

## Gabriel františkánem
Osobní konverzi zažil Gabriel Rangoni ve svých 26 letech, kdy se v roce 1437 (1447?) rozhodl vstoupit k františkánům - observantům v konventu S. Maria di Arcarrota v benátské řádové provincii. Zřejmě až po vstupu do řádu byl vysvěcen na kněze a získal doktorát z teologie. Působil v benátské františkánské provincii, kde se seznámil se svým pozdějším společníkem Janem Kapistránem. Spolu s ním a dalšími deseti společníky překročili roku 1451 Alpy, aby šířili reformované františkánství dále ve střední Evropě. Na úrovni celého řádu, mimo jiné na generální kapitule v Benátkách roku 1455 řešil mnohé spirituální, formální i osobnostní problémy, jež tehdy zmítaly františkánskou observancí, stejně jako se začal angažovat v boji proti Turkům.
Když byl papežskou bulou v březnu 1452 zřízen samostatný františkánský observantský „rakousko-český vikariát“, zahrnující však prakticky celou střední a část východní Evropy, byl na jeho první kapitule Gabriel jmenován provinčním vikářem. Následujícího roku byl Gabriel úřadu vikáře zproštěn (nahradil jej Kryštof z Varese), údajně pro přílišnou přísnost která se projevila v jeho výkladu řadových konstitucí. Zato byl tehdy ustanoven kvardiánem kláštera ve Vídni, jímž byl do roku 1454. Přes dřívější spory byl Rangoni tehdy opět zvolen františkánským provinčním vikářem, a to na provinční kapitule v Krakově pro období let 1454 až 1456 nebo 1457. Opět na jeden rok Gabriela v pozici ministra vystřídal Bernardin z Ingolstadtu a potřetí byl tento italský františkán do vedení středoevropského františkánského vikariátu zvolen pro období let 1459–1460 a počtvrté pro rok 1464/65. Údajně devětkrát měl být Gabriel zvolen provinčním definitorem františkánů. Současně však působil jako Kapistránův společník na jeho cestách po Moravě, Slezsku a Lužici (Sasku).
Spolu s Janem Filipcem, rovněž Korvínovým rádcem a pozdějším kancléřem, se Gabriel podílel na založení františkánského kláštera Olomouci, v jehož čele rovněž stál jako kvardián. O angažovanosti obou jmenovaných v zřízení olomouckého konventu svědčí nepřímo Korvínova účast na svěcení přilehlého chrámu v roce 1486.
Podílel se v mnohém na formování nové reformované františkánské spirituality v střední Evropě, přičemž ale často musel řešit spory mezi bratřími o míru přísnosti jejich života. Kromě zmíněné Olomouce pomáhal Gabriel založit vícero mužských i ženských klášterů, zejména na území Polska a Litevského velkoknížectví., ale také v Praze (u sv. Ambrože) a Plzni. Využíval přitom mimo jiné svých diplomatických schopností a získal pro novou větev františkánů přízeň krále Jiřího z Poděbrad. Dokázal stát nad národnostními třenicemi, které zmítaly německo-česko-polským prostředím středoevropských františkánů, což mu pomohlo k třetímu zvolení do čela středoevropského františkánského vikariátu v letech 1459 až 1463, kdy se dosavadní ministr Bernardin z Ingolstadtu ukázal příliš ostrý v záležitostech chudoby i hluboko ponořený do národnostních nesnášenlivostí. Útoky mezi bratřími se natolik vyhrocovaly, že provinční kapituly v Opavě roku 1460 se účastnil přímo generální vikář františkánů observantů Baptista de Levanto, který potvrdil Gabriela v úřadu provinčního vikáře. Ani zvyšující se Gabrielovy aktivity v oblasti vyšší politiky světské i církevní nebránily Gabrielovi nadále zůstávat v osobním kontaktu s františkány a zajímat se o dění v něm. Počtvrté byl zvolen provinčním vikářem františkánů na řádové kapitule ve Vídni pro období let 1465–1466.

## Politicko-církevní aktivity

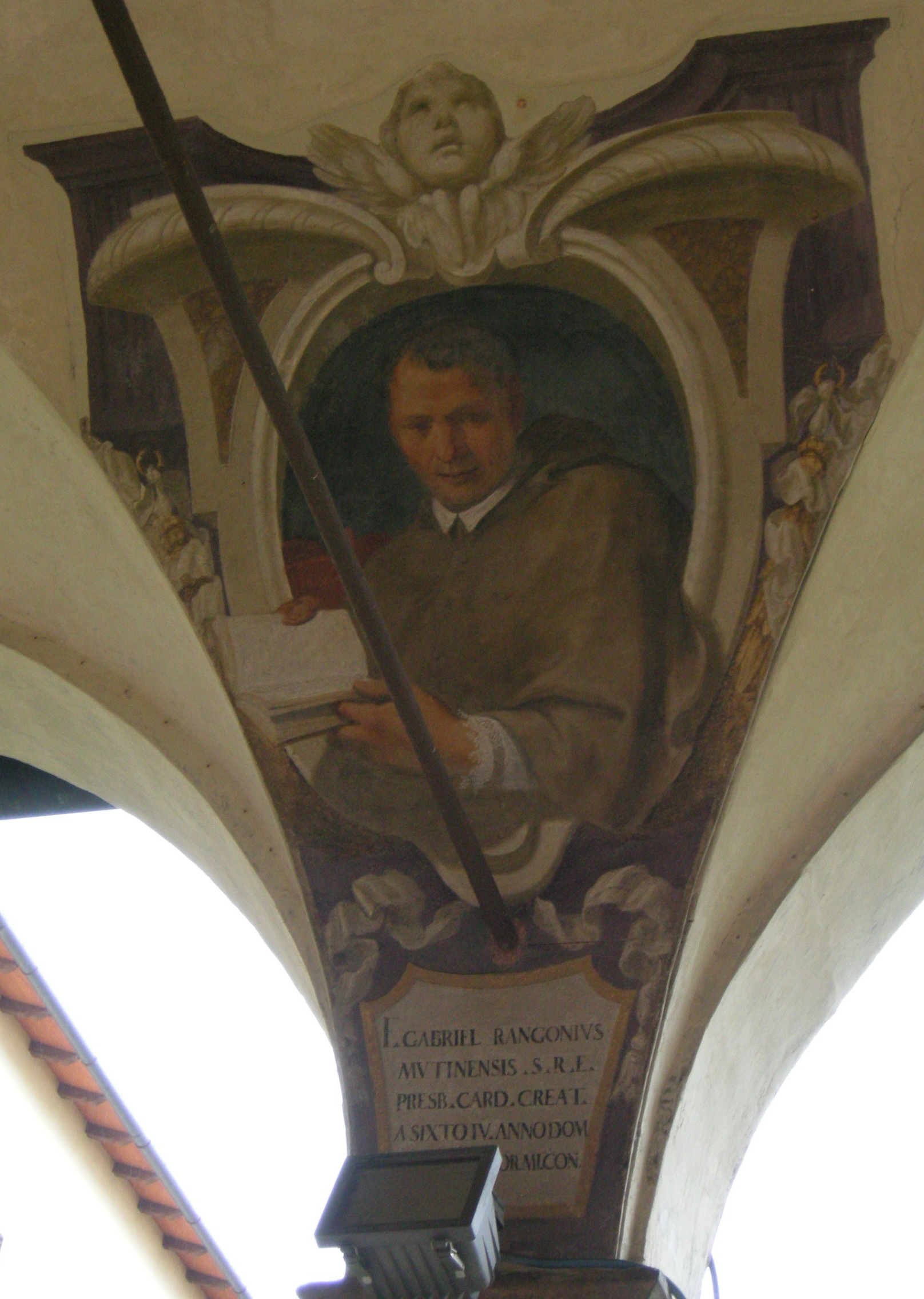
Florencie, Klášter Všech svatých - portréty františkánů : Gabriel z Verony

### Spojenec Jiřího z Poděbrad
Prostřednictvím Kapistrána a zahraniční misie františkánů ve střední Evropě byl Gabriel aktivně zapojen do „české otázky“, tedy potlačení pozůstatku husitství – utrakvismu v této oblasti. V roce 1460 potvrzen papežem jako jeho apoštolský komisař a inkvizitor pro české království a okolní země. Zpočátku vystupoval jako přívrženec krále Jiřího z Poděbrad. Velmi pochvalně a s díky se Gabriel o Jiříkovi vyjadřuje ve svém dopise králi z listopadu 1461 z kláštera Paradies u Vídně. Svůj prvotní vstřícný a pokojný postoj ke králi Jiřímu Rangoni během počátku 60. let změnil a v řešení konfesních problémů českých zemí se postavil na většinovou část církve stojící proti králi, zejména po vyhlášení neplatnosti Basilejských kompaktát (1462). Jako papežský vyslanec následně často a opakovaně vystupoval proti králi Jiříkovi. Na jaře 1467 byl Pavlem II. potvrzen inkvizitorem a obráncem víry proti heretikům v Čechách.

### Diplomat Matyáše Korvína
Již více než desetiletí trvající snaha Rangoniho šířícího potřebu kruciáty proti Turkům a nově i nepřátelský postoj k českému králi přinesl Gabrielovi nemalou přízeň u Matyáše Korvína. Stal se rádcem a posléze kancléřem uherského krále, v němž nalezl lepšího spojence pro konfesní otázky i podporu františkánů než v Jiřím z Poděbrad. Spojenectví s Korvínem pak bylo kromě konfesních záležitostí dalším důvodem k nepřátelství mezi Rangonim a králem Jiříkem. Byl rovněž v písemném kontaktu s budoucí Korvínovou manželkou, milánskou vévodkyní Bianca Maria Sforza, kterou roku 1467 informoval o soudobé politicko-konfesní otázce Čech i situaci ve observantské větvi františkánského řádu. Gabrielův italský původ a zřejmě ještě více jeho orientace v humanistických idejích a renesančním umění, jež poznal přinejmenším během svých studií, byly dalším důvodem pro přízeň uherského krále. Velmi silnou aktivitu v protiutrakvistickém boji, za nímž se potažmo skrývaly mocenské ambice uherského krále, projevil Gabriel v letech 1468 až 1469, kdy vojenské výpady na Moravu spolu s ideovou podporou katolictví přivedly Matyáše Korvína na český trůn. Rangoni se stal v té době hlavním Korvínovým rádcem v jeho politicko-církevních aktivitách. Spolupráci s Gabrielem králi doporučoval roku 1470 i papež Pavel II., jmenujíc současně Rangoniho apoštolským nunciem v Uhrách. Gabriel byl ve skutečnosti mostem mezi Korvínem a papežem a vzájemně spojoval jejich zájmy k spokojenosti obou stran. Od té doby intenzivně pracoval na přípravě křížové výpravy proti Čechám a Jiřímu z Poděbrad a potažmo též Turkům, tedy hlavním nepřátelům Korvína a Církve, mimo jiné shromažďováním potřebných financí k boji.

### Gabriel biskupem
Ani smrtí Jiřího z Poděbrad (1471) Rangoniho podpora uherské Korvínovy expanze neustala a nuncius krále podporoval v dalších letech v bojích proti Rakousku a Polsku, nadále s papežovou přímou podporou. Stal se Korvínovým vice-kancléřem a posléze kancléřem.
Za Rangoniho zásluhy a podporu jej Matyáš Korvín, jenž si dle uherské tradice pragmaticky užíval patronátní právo nad všemi vyššími církevními posty v sebou ovládaném území a své pomocníky běžně odměňoval prostřednictvím církevních beneficií, jmenoval nejprve 16. prosince 1472 biskupem v sedmihradském městě Alba Iulia, což nijak překvapivě záhy stvrdil i papež Sixtus IV., jenž ve své korespondenci a rozhodnutích nadále podporoval Rangoniho přímo i skrze Korvína.
Po uvolnění lukrativnější církevní pozice v uhrách, kdy byl Johann Beckenschlager jmenován ostřihomským arcibiskupem, jmenoval Korvín roku 1475 Rangoniho biskupem v Egeru. Tento post pak Gabriel zastával až do smrti. Není jisté, zda byl Rangoni současně také arcibiskupem v Kalocsa nebo jen o tento post usiloval.

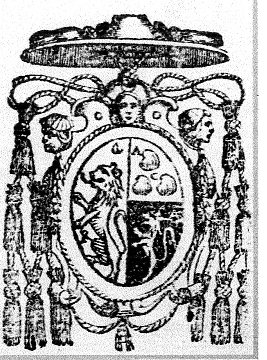
Kardinálský znak Gabriela Rangoni

### Kardinál
Od roku 1475 Korvín usiloval o jmenování Rangoniho kardinálem, čemuž se Rangoni bránil prohlašujíc se za nehodného takové pocty. Podle Petra Hlaváčka to ale bylo „přesně podle vzorce tehdy pěstované ostentativní pokory církevních představitelů.“ Zřejmě šlo o další královu snahu odvděčit se za Gabrielovy zásluhy, současně ale i prozřetelný krok, jak zvýšit Rangoniho vliv v Římě a celé Evropě a umožnit mu lepší prosazování politiky a války proti Turkům ohrožujícím Uhry. Rangoni, jenž mezitím dojednával Korvínovo spojenectví s křižáckým Pruskem proti Polsku i mír uherského krále s císařem Fridrich III. HabsburskýFriedrichem III., byl jmenován kardinálem titulu sv. Sergia a Baccha a přijat do římské konzistoře v prosinci 1477 minoritským papežem Sixtem IV.
Oslavný panegyrik při jmenování Rangoniho kardinálem tehdy složil italský humanista a lékař Giovanni Michele Alberto Carrara (†1490) působící v Gabrielově rodném Chiari. Zároveň novopečený kardinál získal od hlavy církve solidní příjmy z komendy cisterciáckého opatství v Ourscaps ve francouzském biskupství Noyon. K prosazování politických zájmů krále Matyáše dokázat Gabriel využít i své vedoucí pozice ve františkánském řádu.
V letech 1477 až 1478 se spolu s dalším pozdějším františkánem a tehdy Korvínovým kancléřem Janem Filipcem účastnil diplomatických jednání okolo bojů a následného míru o český trůn.

### Stáří, smrt
Od roku 1470, již v pokročilém věku, pobýval Gabriel výhradně v Itálii, zejména Římě a Neapoli a zabýval se okolnostmi křížové výpravy proti Turkům. Na dálku však podporoval i dění ve františkánském řádu ve střední Evropě.
Na generální řádové kapitule ve Ferraře roku 1481 věnoval Gabrielovi jeho spolubratr Ludovicus Vincentius svůj spis Vita s. Bernhardini o sv. Berdnardinu ze Sieny a nejspíš ještě na téže kapitule jej kardinál předal českým bratřím. Františkánovi, jenž kdysi slíbil řeholní chudobu, uděloval nyní papež Sixtus IV. za jeho zásluhy nemalé finanční odměny jednorázové i ve formě pravidelných důchodů.
Kardinál františkán Gabriel Rangoni z Verony zemřel 27. září 1486 v Římě. Pohřben byl v místním františkánském chrámu Santa Maria in Aracoeli v kapli sv. Bonaventury, kterou sám založil.

## Dílo

### Protihusitské a protiutrakvistické spisy
V Brně, během své františkánské misie, dokončil 8. září 1451 Gabriel Rangoni traktát, jímž reaguje na polemiku Husova žáka, bývalého rektora pražské kališnické univerzity a lékaře Mistra Jana z Borotína. Kromě obvyklých soudobých církevních záležitostí týkajících se přijímání podobojí zde Rangoni reaguje na Borotínovu protikapistránovskou argumentaci. Rozebírá zde podrobně dosavadní Kapistránovo působení i jeho osobnost, takže se mohlo jednat o reakci na Borotínův list Kapistránovi týkající se právě přijímání Krve Kristovy z kalicha.
Během vratislavského setkání přívrženců katolické strany při příležitosti pohřbu místního biskupa Jošta z Rožmberka sepsal údajně 22. prosince 1467 traktát, jímž ostře vystupuje proti již tehdy znepřátelenému Jiřímu z Poděbrad a mimo jiné jej obviňuje z falšování mince, alchymie a úskočné osobnosti.
Následujícího roku Gabriel společně s apoštolským legátem pro české země Rudolfem z Rüdesheimu sepsali další čtyři útočné artikuly proti Jiřímu z Poděbrad, obviňujíc jej z odpadlictví od církevní hierarchie, tajných spiklenectví s polským králem Kazimírem ohledně vztahů se Svatým stolcem. Známe je díky zopakování v rovněž útočné a postupně i dosti hanlivé odpovědi krále.

### Kázání
Na podnět svého spolubratra Kryštofa z Varese napsal Rangoni své nejobjemnější dílo - sbírku kázání Flores paradisi dokončenou roku 1465 v klášteře Paradeis u Vídně. Měla sloužit františkánům z českých, rakouských a polských zemí jako kazatelská příručka.

### Františkánství, spiritualita
Během svého pobytu ve Znojmě, 21. září 1451 dokončil bratr Gabriel traktát, snad instrukce pro duchovní život, který zaslal pasovskému kanovníku bakaláři Johannovi.
Když se roku 1475 připravovala kanonizace Jana Kapistrána, k níž nakonec došlo až roku 1690, podpořil Gabriel připravovaný akt spiskem o jeho zázracích.
Spirituálně-právní charakter měla „řehole“, ve svém postavení spíše statuta, které Gabriel vypracoval jako základní řeholní dokument pro sestry františkánky (bernardynki) při krakovském konventu sv. Anežky, jenž sám založil pro nedávno vzniklou komunitu sester žijících na základě řehole Třetího františkánského řádu.